# Восточные редколесья миомбо
Восточные редколесья миомбо — экологический регион, простирающийся от юго-восточной Танзании до северо-восточного Мозамбика и юго-восточного Малави.
Экорегион пересекают несколько рек, среди них река Руфиджи в Танзании. Встречаются инзельберги , особенно их много в Северном Мозамбике. В геологическом отношении экорегион состоит в основном из метаморфизованных докембрийских сланцев и гнейсов с вкраплениями интрузивных гранитов. Почвы бедны на питательные вещества.

## Климат
Климат тропический, сезонный, большая часть осадков приходится на жаркие летние месяцы с ноября по март. Затем следует зимняя засуха, которая может длиться до 6 месяцев. Годовое количество осадков колеблется от 800 мм до 1200 мм, хотя на западных окраинах экорегиона в год может выпадать до 1400 мм. Средние максимальные температуры колеблются от 21 °C до 30 °C в зависимости от высоты, самые высокие температуры наблюдаются в низинных районах. Средние минимальные температуры колеблются от 15 °C до 21 °C, в регионе практически отсутствуют морозы.

## Флора и фауна
В лесных массивах преобладают растения подсемейства цезальпиниевые, особенно из родов Brachystegia, Isoberlinia и Julbernardia, которые редко встречаются за пределами лесов миомбо. В районах с самым большим количеством осадков высота деревьев составляет 12—18 м, под ними — широколиственный кустарник и травяной подлесок. Поддерживается большое цветочное богатство.
Из-за сильной сезонности растительность остаётся сухой на несколько месяцев, а грозы в начале сезона дождей могут её поджечь. Помимо того, что леса экорегиона подвержены возгоранию, люди сами сжигают растительность для расчистки и дальнейшего возделывания.
Общее разнообразие фауны в экорегионе умеренное и в целом ниже, чем в соседних экорегионах миомбо. Однако эти цифры могут отображать недостаточность исследований, особенно на севере Мозамбика. Истинное видовое богатство может быть гораздо выше, чем предполагается.
Из-за продолжительных зимних засух и бедных почв крупные травоядные животные обычно встречаются в маленьком количестве. Типичные млекопитающие включают саванного слона, канну, чёрного носорога и обыкновенного водяного козла. Саванные слоны в большом количестве встречаются в охотничьем резервате Селус на юге Танзании, также крупнейшей охранной территории в стране. Согласно переписи 1994 года, в этой охраняемой территории известно более 30 000 слонов и 20 000 хищных животных. Среди мелких антилоп встречаются бушбок и импала.
Чёрная антилопа в основном живёт в лесах миомбо, но в сухой сезон перемещается на более открытые травянистые участки. Голубой гну в основном встречается в местах с низкой травой недалеко от водоёмов, в то время как обыкновенный редунка и ориби предпочитают низкие пастбищ, поддерживаемые наводнениями, пожарами, засухой или обильным выпасом скота. Стенбок Шарпа в основном встречается в небольших зарослях, большой редунка населяет травянистые долины. Обыкновенные бегемоты часто встречаются в нескольких реках экорегиона.
Среди крупных хищников экорегиону характерны львы, леопарды, гепарды, пятнистые гиены, полосатые шакалы и находящиеся под угрозой  исчезновения гиеновидные собаки. Среди мелких хищников встречаются каракалы, сервалы, ангольские генеты, серые мангусты и пушистохвостые мангусты.
Несмотря на то, что в экорегионе много птиц, а в одном только заповеднике Селус их более 450 видов, только один вид считается эндемиком — Стирлингов саванный дятел, считающийся почти эндемичным.
Среди рептилий три вида считаются строгими эндемиками: один хамелеон и две ящерицы. Нильский крокодил широко распространён в экорегионе, но в основном встречается на охраняемых территориях. Танзанийская лягушка-поросёнок — единственное почти эндемичное земноводное экорегиона, обитающее только в центральной Танзании.

## Состояние экорегиона
Из-за гражданской войны в Мозамбике и присутствия мухи цеце регион малонаселён, некоторые регионы почти не заселены. Плотность населения в Мозамбике и Танзании в 1997 г. составляла 23 и 36 чел. на км² соответственно. Однако из-за вышеупомянутых конфликтов в Мозамбике некоторые охраняемые территории нуждаются в восстановлении.
Экорегион сталкивается с такими проблемами, как вырубка лесов, чрезмерный выпас крупного рогатого скота, браконьерство и добыча полезных ископаемых с последующее загрязнение воздуха и воды.
Браконьерство и незаконная охота на мясо диких животных представляют собой серьёзную угрозу для дикой природы во всём экорегионе. В одном только заповеднике Селус с 1981 г. по 1994 г. популяция слонов сократилась с 100 000 особей до 31 000. Ещё одной проблемой является торговля шкурами леопардов и львов.

### Охраняемые территории
В экорегионе находятся четыре международно признанных охраняемых района, наиболее важный из них — заповедник Селус площадью более 50 000 км², это второй по величине объект всемирного наследия в Африке. Здесь обитает несколько популяций характерных саванных животных. Хотя их численность резко снизилась, заповедник всё равно поддерживает одну из самых высоких концентраций слонов в Африке: 31 735 особей (по состоянию на 1994 год), а также одну из крупнейших популяций нильского крокодила. Также в заповеднике имеется большое количество буйволов, гну и, возможно, самая большая популяция гиеновидных собак в Африке.
Единственный национальный парк в экорегионе, Микуми, имеет площадь 3230 км² и примыкает к Селусу.
Ньяса — большой заповедник площадью 15 000 км² в Мозамбике рядом с Танзанией. Среди характерных животных имеет слонов, которых здесь насчитывается 8700 особей, львов, буйволов, зебр, гну, чёрных носорогов и бегемотов.

## Провинции, полностью или частично расположенные в экорегионе
- Малави: Зомба, Мангоче, Мачинга, Мванза, Муландже, Тайоло, Фаломбе, Чиквава;
- Мозамбик: Замбезия, Кабу-Делгаду, Нампула, Ньяса, Тете;
- Танзания: Додома, Иринга, Линди, Маньяра, Мбея, Морогоро, Мтвара, Рувума, Пвани, Танга.